# Margarida Mercês de Melo
Maria Margarida Delgado Mercês de Mello (Luanda, 23 de julho de 1953), conhecida como Margarida Mercês de Mello, é uma apresentadora portuguesa de televisão portuguesa. Até ao início de 1986, apresentava-se como Margarida Andrade.

## Biografia
Terceira de seis filhos e filhas de Francisco Constâncio Evâncio das Mercês de Mello, goês, e de sua mulher, Ema Martiniano Delgado.
Em 1973, casou com Manuel José Rolando da Fonseca Pereira de Andrade, do qual se divorciou. Casa-se em segundas núpcias com David Ferreira em 1983. Divorciada de David Ferreira desde 2011, tem quatro filhos desse casamento (Maria Teresa, Margarida, David e Tomás) e dois netos (Vicente e Teresa), a que se juntou um terceiro em março de 2015. É também mãe de Joana e Manuel Andrade, do seu primeiro casamento, com Manuel Andrade. 

## Carreira
Em 1970, ingressa na Faculdade de Letras da Universidade Clássica de Lisboa. Conclui a licenciatura em Germânicas no ano de 1975. Durante três anos, foi professora de liceu, cargo que abandona quando entra para a RTP. 
Entrou para a televisão em outubro de 1978, com outros nomes conhecidos, como Manuela Moura Guedes, Helena Ramos, Isabel Bahia, Fátima Medina e Fernanda Bizarro. Começou por usar o nome Margarida Andrade. Tal como os seus colegas, começou por ser locutora de continuidade. 
Em 1979, apresenta o programa Top Sábado, em conjunto com David Ferreira. Trabalha também com Júlio Isidro na Rádio Comercial em programas como Grafonola Ideal e Febre de Sábado de Manhã. 
Na RTP, apresenta os programas Ela por Elas (1982 e 1983) e Maria, Maria, Maria (1983 e 1984), onde colaboraram Maria João Avilez e Teresa Sousa. 
Com Eládio Climaco, apresenta o Festival RTP Canção de 1985, que voltará a apresentar em 1993, com António Sala. 
Em colaboração com João David Nunes, apresenta na Rádio Comercial o programa Escola do Paraíso, da autoria de Miguel Esteves Cardoso. Apresenta também programas de rádio na Rádio Renascença e na Rádio Geste.
Entre 1989 e 1991, colabora com a revista Marie Claire. Em 1992, é uma das apresentadoras do programa O Chá das Cinco, da RTP. 
A partir de outubro de 1995, apresenta o programa Os Dias Úteis, do Canal 1. É o programa que lhe deu mais prazer fazer, como revelou em 2015 à revista Caras.
Para a Universidade Aberta, apresenta a série de programas Planeamento Familiar - Saber Nunca é Demais (1998). Apresenta também o programa Jet7, em 1999.
Em 2003, presenta na RTP1 o concurso juvenil SMS (Ser Mais Sabedor) .
De 2004 a 2006, apresenta na 2: o espaço de debate Tudo em Família. 
Depois, apresenta programas especiais, como Terço Vivo (Jamor, 2003), Gala da Bíblia Manuscrita (2004), a cerimónia dos 50 anos da RTP (2007) e a Gala da Cimeira UE-África (2007).
Na RTP África, apresentou programas como Iniciativa Africana e Negócios em África. Em 2008, apresenta o programa Conversas ao Domingo.
A partir de maio de 2012 colabora, com o Professor Carlos Amaral Dias, no programa de rádio Janela Discreta, na Antena 1, que marca o seu regresso à rádio. 
Colabora num dos textos, dedicado a Hugo Ribeiro, da reedição do disco Com Que Voz, de Amália.
É autora do documentário Azul Alvim, uma homenagem ao músico Fernando Alvim, que em 2014 foi premiado no FESTin. 
Continua a fazer locução de programas e em 2017 terminou a realização do documentário A Casa Da Mensagem, sobre a Casa dos Estudantes do Império. 
Atualmente, apresenta o programa Hora da Sorte, na RTP2, que inclui a extração da Lotaria Clássica, dos Jogos Santa Casa. 
Desde janeiro de 2021, que apresenta o concurso Falar, Falar Bem, Falar Melhor, no mesmo canal. 
Em dezembro de 2022, Margarida Mercês de Mello anunciou a sua reforma - saindo assim da RTP, ao fim de 44 anos de trabalho para a estação -, mostrando-se, no entanto, disponível para se envolver noutros projetos.

## Ligações Externas
- Herman José recebe José Cid, Margarida Mercês de Melo e Ana Arrebentinha | RTP